# Pammakaristos-Kirche

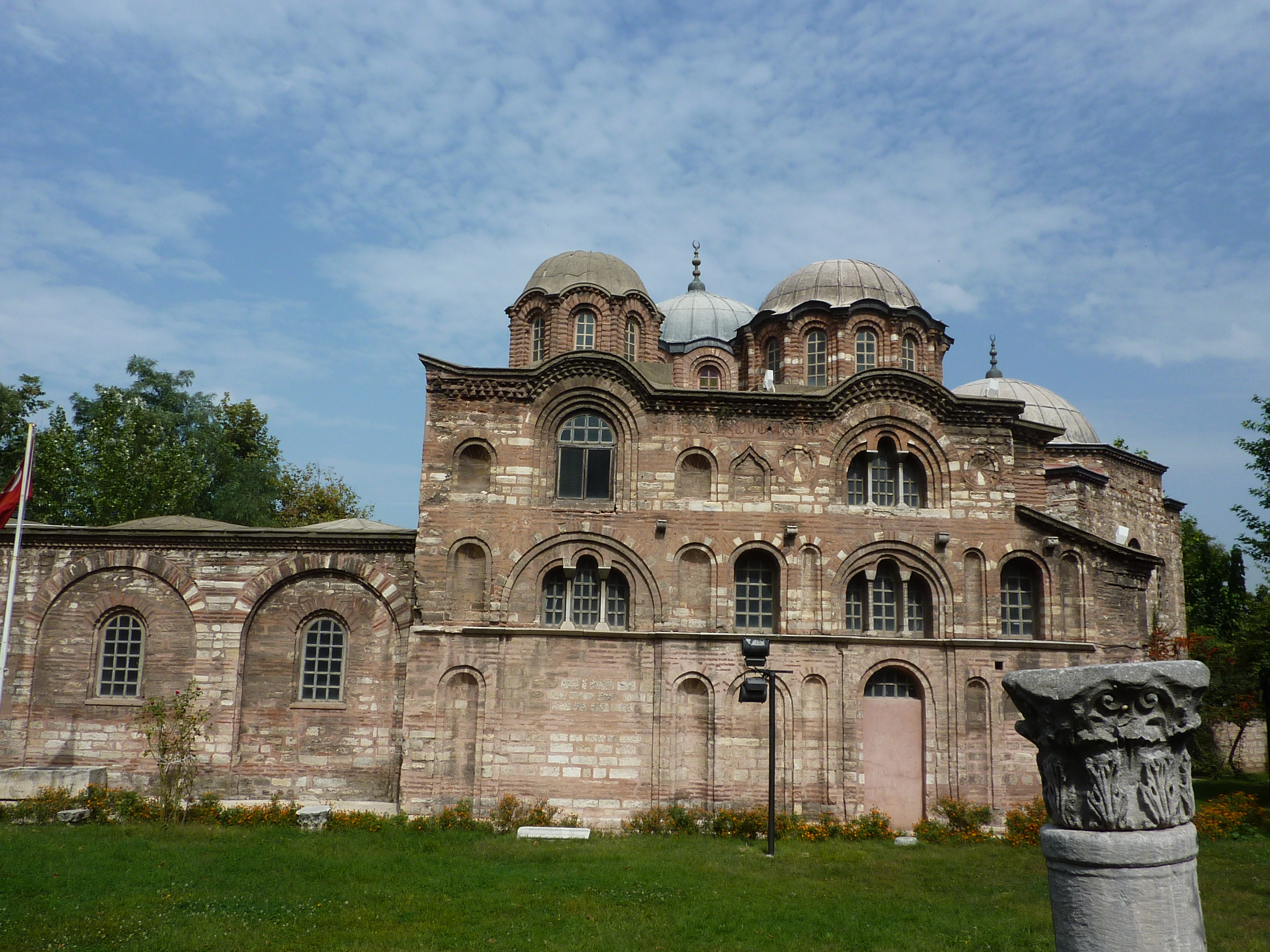
Pammakaristos-Kirche, Südfassade

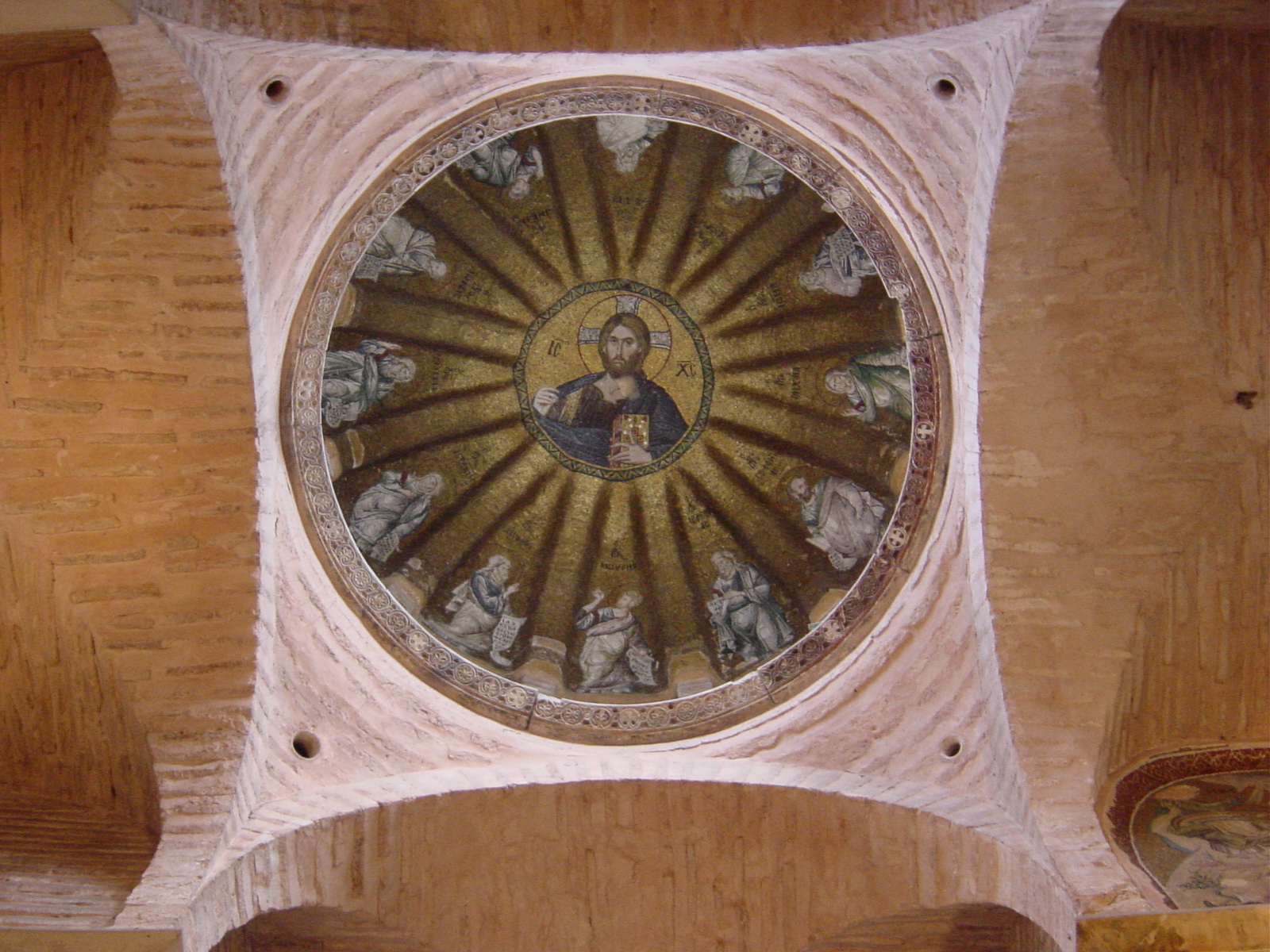
Pantokrator im Kreise der Propheten des Alten Testaments, Mosaik in der Hauptkuppel

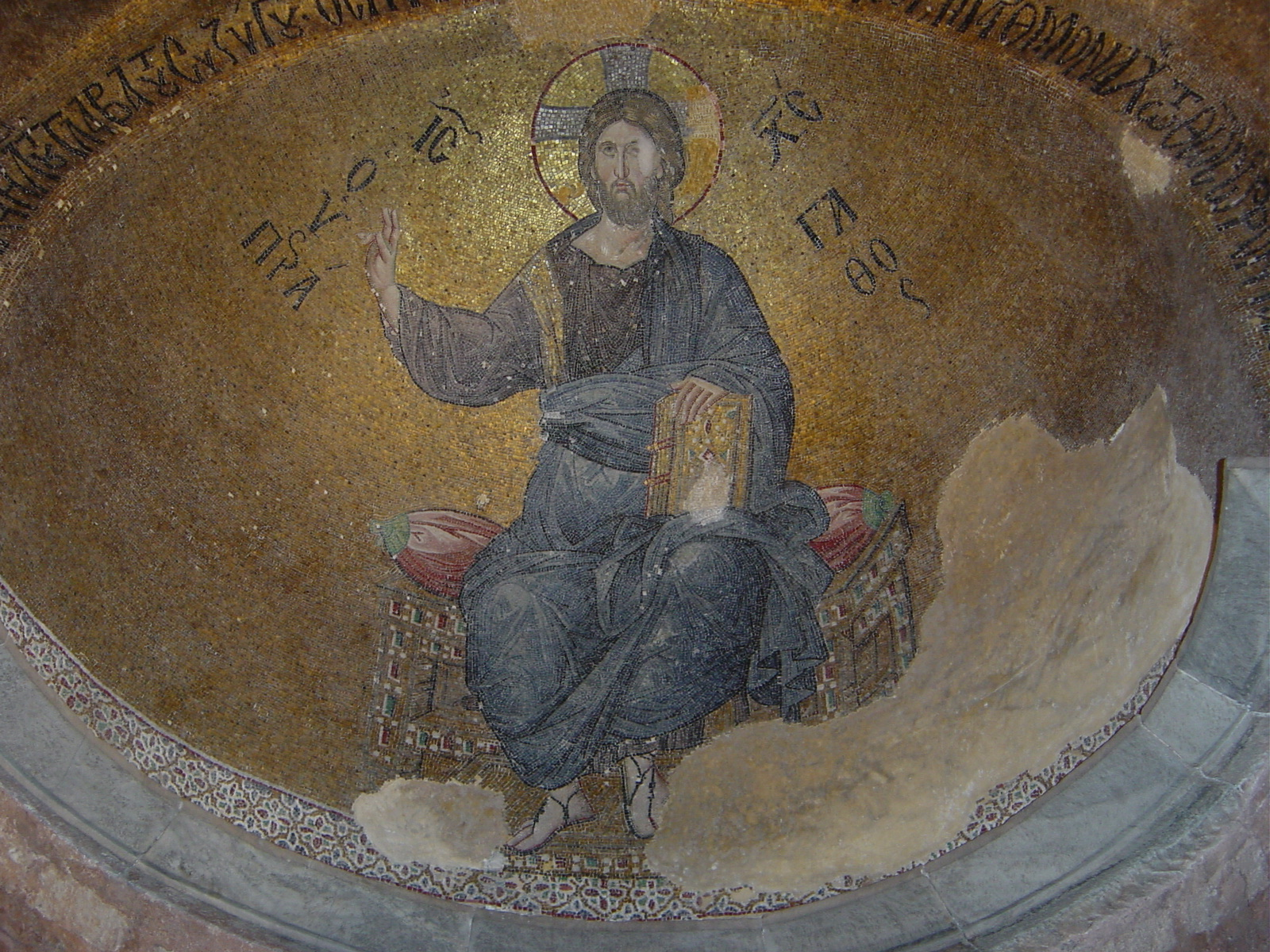
Apsis mit Christus-Mosaik

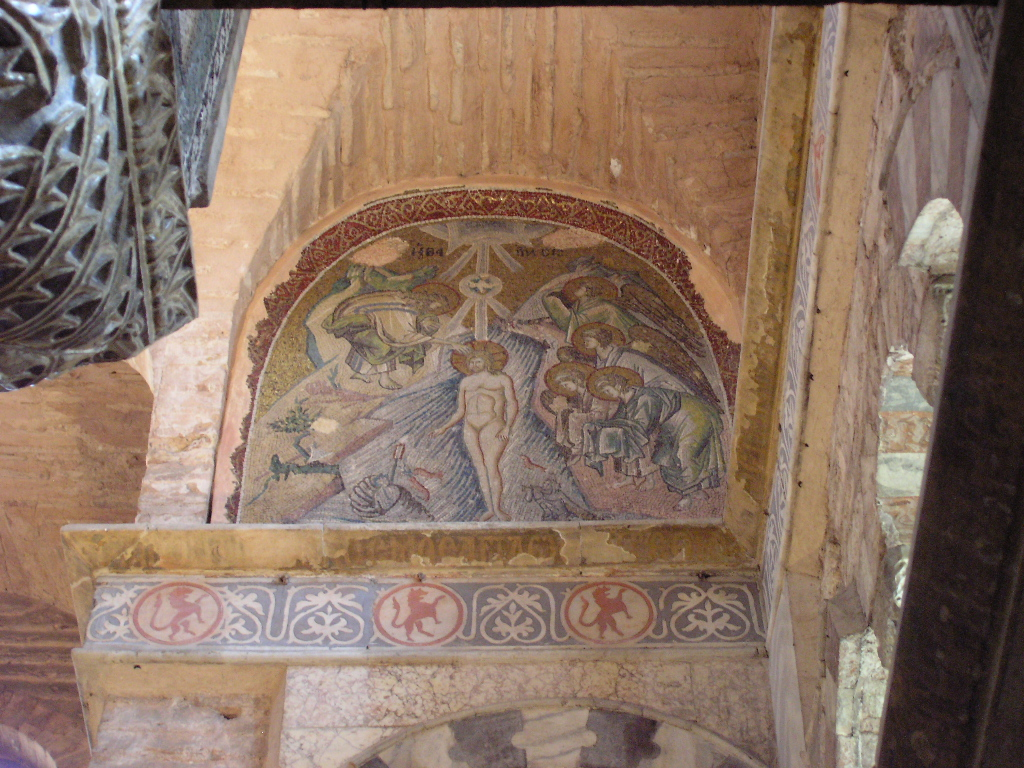
Taufe Christi

Die Kirche der Theotókos Pammakarístos (Μονή Παμμακάριστου, der allerseligsten Gottesgebärerin) oder Pammakaristos-Kirche, heute Fethiye-Moschee (Fethiye Camii) bzw. Fethiye-Museum genannt, war eine der berühmtesten byzantinischen Kirchen in Konstantinopel. Die Seitenkapelle (Parekklesion) der ehemaligen Pammakaristos-Klosterkirche besitzt nach der Hagia Sophia und der Chora-Kirche die meisten Mosaiken in Istanbul und ist seit 1949 ein Museum.

## Lage
Die Pammakaristos-Kirche befindet sich im Stadtteil Fatih, in der Nähe der Theodosianischen Landmauer.

## Geschichte
Nach den Angaben der überwiegenden Anzahl der Quellen wurde die Kirche in ihrer heutigen Form im Jahre 1292 von Johannes II. Komnenos, einem Mitglied der königlichen Familie, und seiner Frau Anna Doukaina fertiggestellt. Viele Historiker und Archäologen glauben jedoch, dass die ursprüngliche Konstruktion älter war und schreiben sie Michael VII. Dukas zu. Unter anderen war der Schweizer Gelehrte und Byzantinist Ernest Mamboury der Auffassung, dass das ursprüngliche Gebäude im 8. Jahrhundert errichtet wurde.

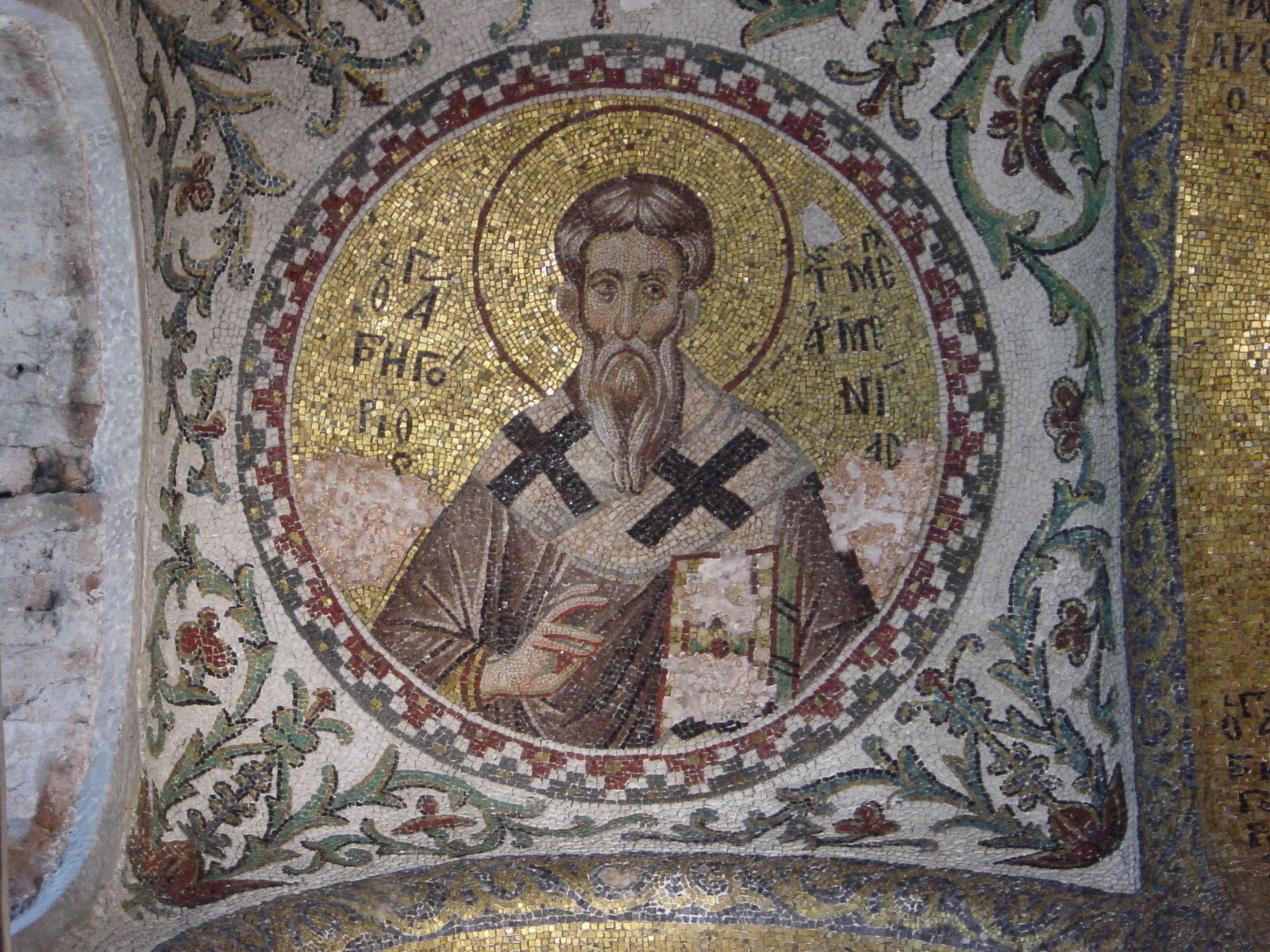
Gregor der Erleuchter

Die Kirche wurde 1315 zu Ehren des Generals und Protostrators des Kaisers Andronikos II. Palaiologos, Michael Tarchaniotes Glabas von seiner Frau Martha Glabas erneuert, die auch das reich mit Mosaiken und Fresken ausgestaltete Parekklesion (vermutlich als Grabkapelle) stiftete, das an der Südseite der Kirche hinzugefügt wurde.
Nach der Eroberung von Konstantinopel durch die Osmanen 1453 wurde zuerst die Apostelkirche und ab 1456 die Pammakaristos-Kirche Sitz der Patriarchen von Konstantinopel, die dann bis 1587 Sitz des Patriarchats blieb. Danach wurde die Georgskathedrale Sitz des Patriarchats ab 1600.
Fünf Jahre später wandelte der osmanische Sultan Murad III. die Pammakaristos-Kirche in eine Moschee um und benannte sie zu seinen eigenen Ehren nach der Eroberung (türkisch fetih) von Georgien und Aserbaidschan in Fethiye Camii  um. Die meisten Innenwände wurden entfernt, um einen größeren Innenraum zu schaffen, der die Anforderungen des Gebets erfüllte. Das Minarett kam erst am Ende des 19. Jahrhunderts hinzu. Der Gebäudekomplex wurde 1949 vom Byzantine Institute of America und dem Studienzentrum von Dumbarton Oaks restauriert. Während das Hauptgebäude weiterhin als Moschee genutzt wird, ist das Parekklesion seitdem ein Museum.

## Beschreibung
Die ehemalige Pammakaristos-Klosterkirche war eine Umgangskirche mit einem Naos und eigenem Narthex. Die dreiteilige Apsis wurde durch ein Mihrab ersetzt.
Im Parekklesion zeigt ein Mosaik unter der Hauptkuppel den Pantokrator im Kreise der biblischen Propheten (Mose, Jeremia, Zefanja, Micha, Joel, Sacharja, Obadja, Habakuk, Jona, Maleachi, Ezechiel und Jesaja). In der Apsis des Parekklesion findet sich eine Deësis, dargestellt sind Jesus Hyperagathos, die Jungfrau Maria und Johannes der Täufer. Die Taufe Jesu ist die einzige, vollständig erhaltene szenarische Darstellung im Parekklesion.